# Iscrizione di Siloam
L'iscrizione di Siloam o iscrizione di Silwan  è un testo epigrafico trovato originariamente nel tunnel di Ezechia che portava acqua dalla sorgente di Gihon al pozzo di Siloam in Sion, il nucleo originario di Gerusalemme. 
Scoperta nel 1880, l'iscrizione commemora la costruzione del tunnel nell'VIII secolo a.C. Essa è fra le iscrizioni più antiche di questo tipo scritte in Ebraico usando l'alfabeto paleo-ebraico.

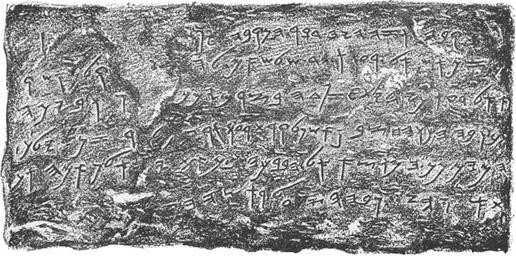
L'iscrizione di Siloam

Nonostante il tunnel di Ezechia fosse stato esaminato largamente nel XIX secolo da eminenti archeologi come Edward Robinson, Sir Charles Wilson, e Sir Charles Warren, essi non notarono mai la presenza dell'iscrizione, probabilmente a causa delle sedimentazioni che la rendevano difficilmente individuabile. Secondo il Dizionario Biblico di Easton (1897), un giovane, mentre camminava nel tunnel dal pozzo di Siloam, scoprì l'iscrizione incisa nella roccia sul fianco orientale, a circa 6 metri all'interno del tunnel. L'iscrizione di Siloam venne estratta in maniera impropria dalla parete del tunnel nel 1891, nel tentativo di rubarla, riducendola così in pezzi. Fortunatamente i frammenti vennero però ricomposti grazie agli sforzi del Console Britannico di Gerusalemme, e vennero posti nel Museo dell'Oriente Antico di Istanbul.

## Descrizione
La lastra è un rettangolo di pietra alto 50 cm e largo 66 cm, la porzione superiore è vuota per un'altezza di circa 26 cm, mentre l'iscrizione vera e propria ne occupa la parte inferiore.

## Traduzione del testo
Inizialmente indecifrabile per i vari depositi calcarei, esso venne decifrato per la prima volta dal professor A.H. Sayce, che ripulì l'iscrizione con una soluzione di acido che rese il testo più leggibile. L'iscrizione è fatta di sei linee, la prima delle quali danneggiata. Le parole nell'iscrizione sono separate da una punteggiatura, e solo la parola zedah sulla terza linea è rimasta di dubbia interpretazione.
L'iscrizione recita:
1 riga- [ ]il tunnel[ ]e questa è la storia dello scavo. Quando [ ]
2 riga- i picconi scavavano ancora l'uno contro l'altro e restavano ancora tre cubiti da scavare? [ ] la voce di uno [ ]
3 riga- si sentiva chiamare dall'altra parte, [perché] c'era zedah nella roccia, a destra e a sinistra ed il giorno che
4 riga- il tunnel (fu terminato) i tagliatori di pietra scavarono ognuno verso l'altra parte, piccone contro piccone e
5 riga- fluì l'acqua dalla sorgente fino al pozzo per 1200 cubiti. e di 100?
6 riga- cubiti era l'altezza dalla testa degli scavatori

## Commento al contenuto del testo
La parte più degna di nota del testo è il fatto che esso indica che il tunnel venne costruito partendo da entrambe le terminazioni. La descrizione di un metodo simile è rimasto conservato in una lastra in lingua latina trovata a Lambéze; in questo secondo caso, però, i due gruppi di scavatori non riuscirono ad incontrarsi, cosa che invece accadde agli scavatori di Gerusalemme, che furono più fortunati, nonostante avessero fatto diversi tentativi di raggiungere alla cieca il punto d'incontro. 
Unico punto oscuro del testo rimane il significato da attribuire alla parola zedah, nella terza linea. Essa non esiste nel vocabolario della Bibbia ed è stato avvicinato alla parola arabica zada che significa penetrare in un buco, suggerendo quindi che essa non si riferisce alla natura geologica del tunnel ma piuttosto all'attività di scavo.
Lo studioso Clermont-Ganneau ha formulato un'acuta ipotesi per la parte superiore della lastra, priva di testo. Essa potrebbe essere stata lasciata bianca con lo scopo di apporvi in seguito una data o un qualche disegno simbolico che poi, per un motivo o per un altro, non è stato più inserito.
Un mistero è anche la posizione nella quale è stata trovata la lastra, poiché ci si sarebbe aspettati che essa fosse stata posta nel punto d'incontro tra i due scavi. Qualcuno ha avanzato l'ipotesi che originariamente il tunnel fosse più lungo e che quindi la lastra sia stata trovata nel punto esatto di giunzione dei due tunnel, in realtà diverse motivazioni di carattere geologico e topografico rendono l'ipotesi poco sostenibile.